# Lijst van burgemeesters van Zelhem
Dit is een lijst van burgemeesters van de voormalige Nederlandse gemeente Zelhem. Op 1 januari 2005 werd deze gemeente samengevoegd met de buurgemeenten Hummelo en Keppel, Hengelo (Gelderland), Steenderen en Vorden tot de gemeente Bronckhorst.
| Ambtsperiode | Naam burgemeester                           | Partij of stroming | Bijzonderheden |
| ------------ | ------------------------------------------- | ------------------ | -------------- |
| 1817 - 1846  | Herman Becking                              |                    | eerst schout   |
| 1846 - 1857  | Florus Jacobus Alewijn Baas Becking         |                    |                |
| 1857 - 1869  | Derk Pool                                   |                    |                |
| 1869 - 1879  | Otto Pieter Bennewitz                       |                    |                |
| 1879 - 1894  | Jan Gijse Weenink (Jan Gijseweenink)        |                    |                |
| 1894 - 1906  | dr. Maurits Anton Brants                    | ARP                |                |
| 1906 - 1921  | Johan Jacob de Kempenaer                    |                    |                |
| 1921 - 1944  | Johannes Rijpstra                           | ARP                |                |
| 1945 - 1946  | Pieter de Fremery                           |                    |                |
| 1946 - 1964  | Herman (H.J.) Langman                       | CHU                |                |
| 1965 - 1973  | jhr.mr. Henric Gerrit van Holthe tot Echten | CHU                |                |
| 1973 - 1981  | Bauke (B.G.) van Hout                       | CHU / CDA          |                |
| 1981 - 1991  | drs. Reijnoud (R.A.) ridder van Rappard     | CDA                |                |
| 1991 - 2002  | Theo (Th.G.M.) Heere                        | CDA                |                |
| 2002 - 2005  | Henk (H.L.) van der Wende                   | D66                | waarnemend     |